# Choroba Alexandra
Choroba Alexandra (ang. Alexander disease) – rzadka, genetycznie uwarunkowana, postępująca  i śmiertelna choroba ośrodkowego układu nerwowego, należąca do szerszej grupy chorób neurodegeneracyjnych, a dokładniej do leukodystrofii. Przyczyną tej choroby są mutacje w genie kwaśnego białka fibrylarnego gleju (ang. glial fibrillary acidic protein – GFAP). Objawy kliniczne choroby Aleksandra najczęściej pojawiają się w okresie niemowlęcym i wczesnym dzieciństwie, wiążąc się z opóźnieniem rozwoju psychoruchowego i zwiększeniem rozmiarów czaszki (makrocefalia).

## Etiologia
GFAP to skrót od angielskiej nazwy glial fibrillary acidic protein – czyli glejowe kwaśne białko włókienkowe i jest kodowane przez gen GFAP.
Gen jest zlokalizowany na chromosomie 17q21, zlokalizowany jest między 40.338.518 a 40.348.393 parą zasad.
Białko GFAP należy do rodziny filamentów pośrednich, których zadaniem jest udział w utrzymaniu struktury komórki glejowej. Białko to jest produkowane w odpowiedzi na uszkodzenie w wyniku urazu lub choroby. Jest prawdopodobnie zaangażowane w utrzymanie kształtu i ruchu komórek glejowych.
Mutacja genu GFAP prowadzi prawdopodobnie do zaburzenia polimeryzacji białka i odkładania się jego nieprawidłowych mas, co wpływa na pozostałe elementy komórkowe i zaburza funkcjonowanie astrocytu. Do chwili obecnej opisano około 50 mutacji dotyczących genu GFAP, które powodują chorobę Alexandra. Niektórzy badacze sugerują, iż astroglej gra główną rolę w długoterminowym utrzymaniu ciągłości mieliny, jednak większość uważa iż bierze udział w utrzymywaniu ciągłości bariery krew-mózg.
Następstwa tego zaburzenia w postaci uszkodzenia bariery krew-mózg oraz nieprawidłowości mieliny widoczne są w badaniach neuroobrazowych, np. w TK i MRI głowy. W chorobie Alexandra dochodzi także do upośledzenia funkcji mitochondriów i w konsekwencji stresu oksydacyjnego komórek. Towarzyszy temu wzrost stężenia mleczanów w płynie mózgowo-rdzeniowym.

## Epidemiologia
Od opisania choroby Alexandra w 1949 roku opisano ok. 500 przypadków tej choroby. Dokładna zapadalność nie jest znana

## Patogeneza

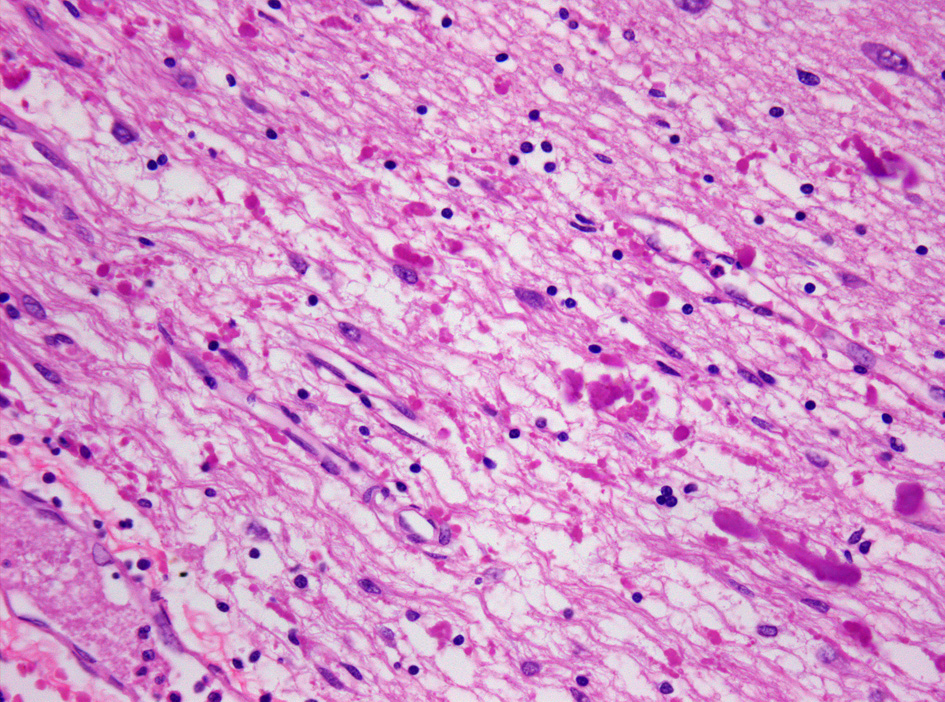

Wszystkie warianty choroby Alexandra łączy obecność typowych zmian patomorfologicznych, na których wcześniej opierała się diagnostyka tej jednostki chorobowej. Charakterystyczną cechą jest obecność włókien Rosenthala – hialinowych, kwasochłonnych i srebrochłonnych wtrętów w wypustkach astrocytów. Włókna Rosenthala złożone są z niskocząsteczkowych białek:
- α-krystaliny
- białka termostabilnego 27 (białko szoku cieplnego HSP27)
- ubikwityny
- białka GFAP

Ich skupiska znajdują się głównie w przestrzeniach podwyściółkowych, podpajęczych i okołonaczyniowo. Włókna Rosenthala nie są patognomoniczne tylko dla choroby Alexandra (mogą być obecne w gwiaździaku włókienkowym, ogniskach demielinizacyjnych w SM). Obecnie rozpoznanie choroby opiera się na badaniach molekularnych. Umożliwiło je odkrycie kwaśnego białka fibrylarnego gleju (ang. glial fibrillary acidic protein – GFAP) oraz znalezienie jego genu. Locus genu znajduje się w obrębie długiego ramienia chromosomu 17 (17 q21).
W badaniu histopatologicznym stwierdza się:
- rozlaną demielinizację z ubytkiem oligodendrogleju, nieostro odgraniczoną, głównie w zakresie płatów czołowych i środka półowalnego
- śródtkankowe ogniska martwicze i jamy pomartwicze
- włókna Rosenthala (patrz wyżej).

Nie dochodzi do uszkodzenia mieliny w obwodowym układzie nerwowym, neurony pozostają niezmienione z wyjątkiem części neuronów pnia mózgu u niektórych pacjentów w wieku młodzieńczym i dorosłym z objawami zajęciem opuszki rdzenia przedłużonego.

## Objawy i przebieg
Objawy choroby pojawiają się najczęściej w dzieciństwie. Wyróżnia się następujące postacie choroby:
- gwałtownie postępująca postać dziecięca,
- postać przewlekle postępująca młodzieńcza,
- rzadko może również dotyczyć dorosłych.

- Postać gwałtownie postępująca – objawia się:
  - wielkogłowiem (powiększeniem wymiarów głowy), wynikającym ze zwiększenia objętości mózgu. Niekiedy powiększenie główki może być wynikiem wodogłowia (przy zamknięciu wodociągu Sylwiusza).
  - napadami padaczkowymi,
  - początkowo zatrzymanie a następnie regresja rozwoju umysłowego.

Dzieci wykazują cechy niedowładu spastycznego kończyn, dochodzi do zaniku nerwów wzrokowych. Choroba może prowadzić w ciągu kilku miesięcy do śmierci, większość dzieci umiera w stanie wegetatywnym w okresie niemowlęcym lub przedszkolnym. Rzadko zdarza się przeżycie do drugiej dekady.
- Postać młodzieńcza lub dorosłych – przebieg jest powoli postępujący, często bez napadów padaczkowych. U dorosłych może się objawiać porażeniem opuszkowym, rzekomoopuszkowym, ataksją, niedowładem spastycznym kończyn, dosyć zmiennie ale rzadziej może dołączyć się degradacja intelektualna.

## Rozpoznanie
Obraz choroby Alexandra jest mało swoisty. Liczne objawy chorobowe dotyczące ośrodkowego układu nerwowego i różne ich nasilenie obserwuje się u chorych w każdym wieku. Na ukierunkowanie diagnostyki pozwalają:
- wielkogłowie,
- charakterystyczne zmiany dotyczące głównie istoty białej mózgu, stwierdzane w badaniach obrazowych tomografii komputerowej i rezonansu magnetycznego.

TK głowy – zmniejszenie gęstości istoty białej z tzw. gradientem czołowo – potylicznym (większe nasilenie zmian w płatach czołowych) oraz zwiększeniem gęstości okolic okołokomorowych.

## Leczenie
Mimo poznania podłoża choroby Alexandra do tej pory nie ma skutecznego leczenia, a postępowanie z chorymi jest wyłącznie objawowe i podtrzymujące. Istnieje próba leczenia za pomocą antysensownych oligonukleotydów, w celu zmniejszenia ilości GFAP.

## Historia
Po raz pierwszy to schorzenie zostało opisane w 1949 r. przez nowozelandzkiego patologa Williama Stewarta Alexandra u dzieci z opóźnieniem rozwoju psychoruchowego, wielkogłowiem i wodogłowiem, u których w badaniach histopatologicznych wykazano obecność zwyrodnieniowej postaci włókien astrocytów, tzw. włókien Rosenthala. W późniejszych badaniach podobne struktury odnajdywano także u dzieci starszych i osób dorosłych bez poważniejszych schorzeń neurologicznych.

## Weterynaria
Rodzaj leukodystrofii fibrynoidowej, która klinicznie jest podobna do choroby Aleksandra została opisana w pojedynczych przypadkach u kilku ras psów; dwóch labradorów retrieverów, teriera szkockiego, pudla dużego i berneńskiego psa pasterskiego. Objawy choroby występowały  między 13 tygodniem  a 9 miesiącem życia i prowadziły do postępującej ataksji. Rokowanie w tej leukodystrofii jest złe.